# Synodontis victoriae
Synodontis victoriae är en fiskart som beskrevs av Boulenger, 1906. Synodontis victoriae ingår i släktet Synodontis och familjen Mochokidae. IUCN kategoriserar arten globalt som nära hotad. Inga underarter finns listade i Catalogue of Life.